# Campo volcánico de Bayuda

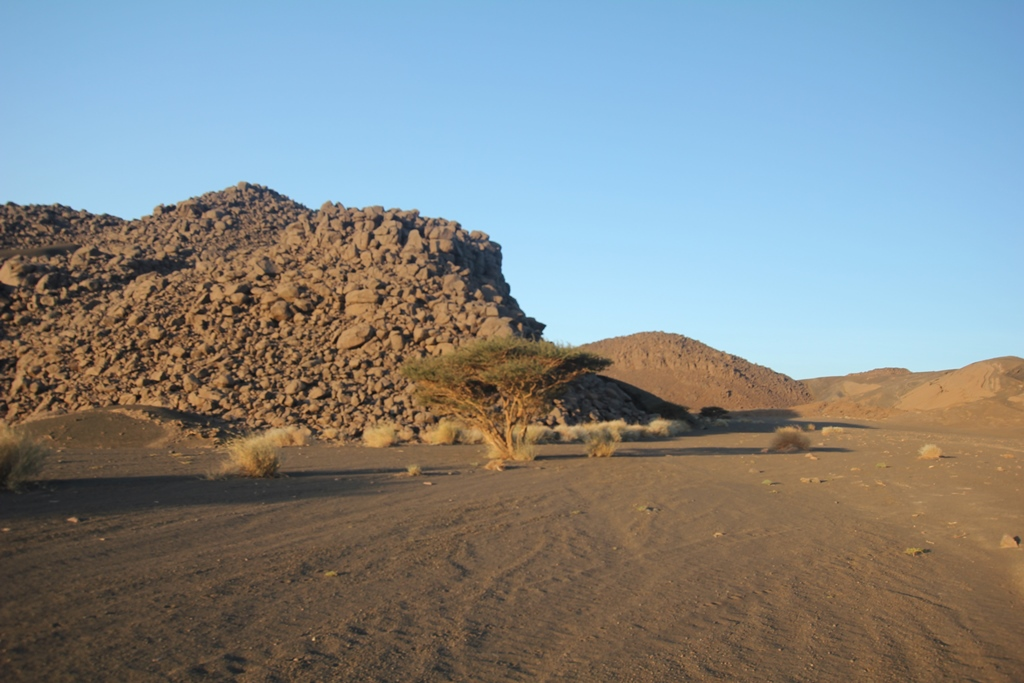
Campos de lava y conos de ceniza

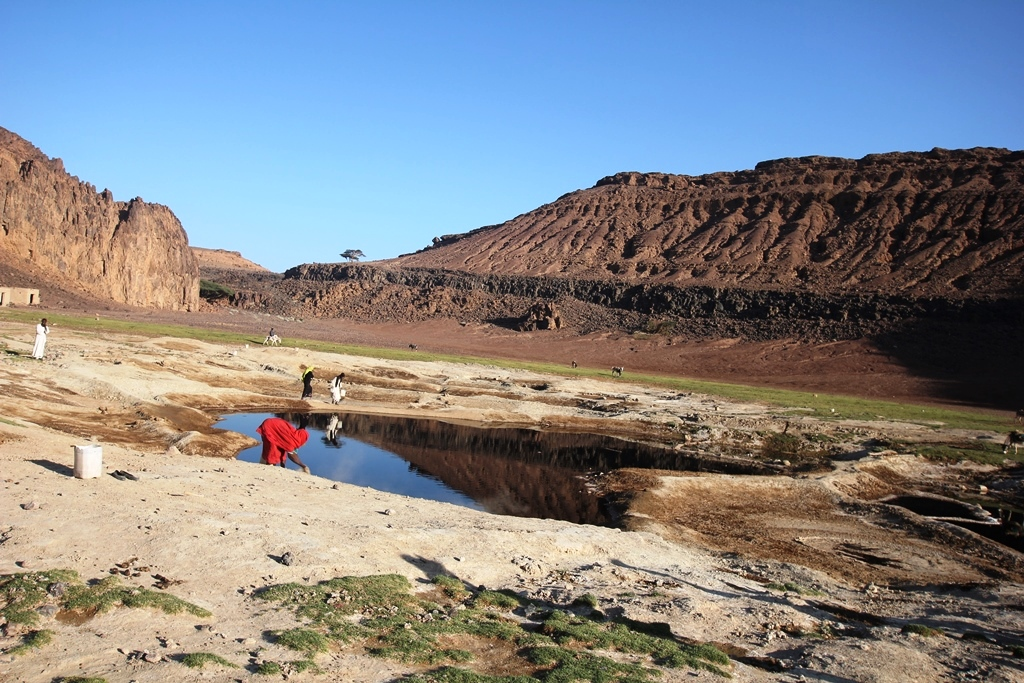
El cráter El Muweilih: Extracción de la sal

El Campo volcánico de Bayuda es un grupo de más de 90 centros eruptivos, incluyendo al menos 57 conos de ceniza, 15 cráteres hidromagmáticos de explosión y enormes campos de Lava en el noreste del desierto de Bayuda, en el norte del país africano de Sudán. El cráter explosivo más grande es Hosh ed Dalam, que tiene 1,3 kilómetros de ancho y 500 metros de profundidad aproximadamente.  
El cráter El Muweilih, también llamado cráter de Atrun, contiene un pequeño lago salino, de donde los nómadas obtienen la sal para distribuirla por los mercados de la región. 